# Gondola Point
Gondola Point är en udde i Kanada.   Den ligger i countyt Kings County och provinsen New Brunswick, i den sydöstra delen av landet, 800 km öster om huvudstaden Ottawa.
Terrängen inåt land är huvudsakligen platt. Närmaste större samhälle är Quispamsis, 4,2 km sydost om Gondola Point. 
I omgivningarna runt Gondola Point växer i huvudsak blandskog. Runt Gondola Point är det ganska tätbefolkat, med 222 invånare per kvadratkilometer.